# Paisaje junto al río Lez
Paisaje junto al río Lez (en francés: Paysage au bord du Lez) es una pintura de paisaje al óleo sobre lienzo del artista preimpresionista francés del siglo XIX Frédéric Bazille, de 1870. Se exhibe en la colección del Instituto de Artes de Mineápolis.

## Descripción
Esta pintura es la última obra completa conocida de Bazille. En junio de 1870, Bazille escribió en una carta a su padre: “Acabo de terminar un gran paisaje (égloga)”. La guerra franco-prusiana estalló solo dos semanas después y Bazille se ofreció como voluntario para el servicio en un regimiento de zuavos en agosto. El 28 de noviembre del mismo año, estaba con su unidad en la Batalla de Beaune-la-Rolande cuando, habiendo resultado herido su comandante, tomó el mando y dirigió un asalto a las posiciones prusianas. Fue alcanzado dos veces en el estómago en el ataque fallido y murió en combate a la edad de veintiocho años.
Paysage au bord du Lez' es el “gran paisaje” al que se refiere la carta de Bazille a su padre. En su carta, usa específicamente la palabra “égloga”, que se define como un poema en un estilo clásico sobre un tema bucólico. En términos pictóricos, esto implica una imagen de figuras rústicas idealizadas conversando en un paisaje arcádico. Sin embargo, la pintura de Bazille, aunque muestra los bucólicos paisajes secos y bañados por el sol cerca de su Montpellier natal, está desprovista de figuras o cualquier signo de actividad humana, aparte de un sendero trillado y serpenteante. El río Lez, el río principal de Montpellier, solo se insinúa con una línea pálida muy delgada hacia el centro de la imagen y en el barranco boscoso a la derecha.